# 新東京水上警察
2025年10月7日からフジテレビ系「火曜9時」枠で放送予定のテレビドラマ。水上警察を扱う日本の連続ドラマ史上初作品。主演はフジテレビ制作の連続ドラマ初主演となる佐藤隆太。

## キャスト

### 主要人物
碇拓真（いかりたくま）
演 - 佐藤隆太
東京水上警察署の刑事でリーダー
日下部峻（くさかべしゅん）
演 - 加藤シゲアキ（NEWS）
捜査一課から東京水上警察署へ異動となる刑事
有馬礼子（ありまれいこ）
演 - 山下美月
船の操縦を担当する海技職員

## スタッフ
- 原作 - 吉川英梨『新東京水上警察シリーズ』（講談社文庫刊）[1]
- 脚本 - 我人祥太[1]
- 演出 - 西岡和宏、柳沢凌介、土方政人、朝比奈陽子[1]
- プロデュース - 大野公紀[1]
- 制作著作 - フジテレビ[1]

## 放送日程
| 話数                                                                     | 放送日          | サブタイトル | 演出 | 視聴率 |
| ------------------------------------------------------------------------ | --------------- | ------------ | ---- | ------ |
| 第1話                                                                    | 10月7日（予定） |              |      |        |
| 平均視聴率 %（視聴率はビデオリサーチ調べ、関東地区・世帯・リアルタイム） |                 |              |      |        |